# Greta
Greta ist ein weiblicher Vorname.

## Herkunft und Bedeutung
Greta ist eine Kurzform von Margareta. Der Name Greta bedeutet „Die Perle“.

## Verbreitung
Obwohl die Namensform Greta seit langem bekannt ist, war sie bis Ende der 1980er Jahre in Deutschland selten. Seitdem steigt die Popularität des Namens Greta in Deutschland stark an.

## Varianten
| - Gret - Grete - Gréta - Gretha - Gretchen | - Grethe - Gretel - Gretl - Greti - Grethi |

## Bekannte Namensträgerinnen
Greta und Gréta
- Greta Andersen (1927–2023), dänische Schwimmerin
- Gréta Arn (* 1979), ungarische, ehemals deutsche Tennisspielerin
- Greta Bickelhaupt (1865–1919), deutsche Erzieherin, Heimatdichterin und Schriftstellerin
- Greta Galisch de Palma (* 1976), deutsche Schauspielerin und Synchronsprecherin
- Greta Garbo (1905–1990), schwedische Filmschauspielerin
- Greta Gerwig (* 1983), US-amerikanische Schauspielerin
- Greta Gysin (* 1983), Schweizer Politikerin
- Greta Johansson (1895–1978), schwedische Wasserspringerin
- Greta Keller (1903–1977), internationale Chansonsängerin österreichischer Herkunft
- Gréta Kerekes (* 1992), ungarische Hürdenläuferin (100-Meter-Distanz)
- Greta Klingsberg (1929–2022), israelische Sängerin und Übersetzerin
- Greta Koçi (* 1991), albanische Pop-Sängerin
- Greta Kuckhoff (1902–1981), deutsche Widerstandskämpferin und Präsidentin der Staatsbank der DDR
- Greta Lee (* 1982 oder 1983), US-amerikanische Schauspielerin
- Gréta Márton (* 1999), ungarische Handballspielerin
- Greta Salóme (* 1986), isländische Popsängerin, Komponistin, Songwriterin und Violinistin
- Greta Saur (1909–2000), deutsche Malerin, die in Paris gelebt und gewirkt hat
- Greta Scacchi (* 1960), italienische Filmschauspielerin
- Greta Schiller (* 1954), US-amerikanische Filmregisseurin
- Greta Schoon (1909–1991), deutsche Lyrikerin
- Greta Schröder (1892–1980), deutsche Stummfilm- und Theaterschauspielerin
- Greta Short (* 1999), deutsche Schauspielerin
- Greta Small (* 1995), australische Skirennläuferin
- Gréta Szakmáry (* 1991), ungarische Volleyball-Nationalspielerin
- Greta Thunberg (* 2003), schwedische Klimaschutzaktivistin
- Greta Monika Tučkutė (* 1981), litauische Politikerin, Vizeministerin der Verteidigung
- Greta Van Susteren (* 1954), US-amerikanische Fernsehmoderatorin und Journalistin
- Greta Wassberg (1904–1996), schwedische Sängerin
- Greta Wehner (1924–2017), deutsche Sozialdemokratin, Ehefrau von Herbert Wehner